# فینال جام جهانی فوتبال ۱۹۳۸
فینال جام جهانی فوتبال ۱۹۳۸، رقابت پایانی جام جهانی فوتبال ۱۹۳۸ است که مابین تیم ملی فوتبال ایتالیا و تیم ملی فوتبال مجارستان در ورزشگاه المپیک یوس دو مانویر، پاریس برگزار شده‌است.
این مسابقه که در تاریخ ۱۹ ژوئن ۱۹۳۸ انجام شده‌است با نتیجه ۴ بر ۲ به سود تیم ملی فوتبال ایتالیا به پایان رسید.